# NGC 5760
NGC 5760 este o liner situată în constelația Boarul. A fost descoperită în 24 mai 1791 de către William Herschel.